# Andean Trade Promotion and Drug Eradication Act
Andean Trade Preference Act
L'Andean Trade Promotion and Drug Eradication Act (« Loi sur l'éradication de la drogue et la promotion du commerce andin » en français) est une loi américaine promulguée le 31 octobre 2002 par l'administration Bush dans le cadre de la War on Drugs poursuivie par les États-Unis en Amérique latine, et notamment dans les pays andins (Bolivie, Pérou, Équateur et Colombie). 
Faisant suite à l'Andean Trade Preference Act promulgué en 1991 sous George H. W. Bush, elle vise non pas tellement à lutter directement contre le trafic de stupéfiants, mais à promouvoir l'éradication des cultures de coca, plante traditionnelle chez les Aymaras et les Quechuas, qui fournit cependant la matière première de la cocaïne. En échange d'un alignement sur la politique américaine, les États-Unis lèvent les barrières douanières sur un certain nombre de produits venant de ces pays.

## Commerce international
La nouvelle loi fait passer le nombre de produits exemptés de 5 600 à 6 300 et augmentera de façon importante le commerce international entre les pays concernés ; les importations par les États-Unis en provenance de ces pays passent de plus de 9 600 millions de dollars en 2002 à plus de 22 500 millions en 2006. Les principaux produits exportés sont de l'huile, des fleurs coupées, des bijoux en or, des cathodes en cuivre, des asperges et du sucre. 
En 2006, l'Équateur représentait 39 % des produits exportés sous cette loi ; la Colombie 36 % ; le Pérou 24 % et la Bolivie 1 %.
Selon un rapport de septembre 2006 de la Commission du commerce international des États-Unis, cette loi a eu un effet négligeable sur l'économie américaine (bien que les exportations des États-Unis à destination de ces pays aient aussi augmenté de façon importante) et sur les prix à la consommation, et un effet très modéré sur les cultures de la coca. Un rapport du Département du Travail de 2006 ne note aucun effet négatif sur les secteurs économiques américains, notamment le secteur agricole, si ce n'est dans le secteur des fleurs coupées.

## Bolivie
En 2008, le président de la Bolivie, Evo Morales, lui-même ancien cocalero (« cultivateur de coca ») et représentant syndicaliste de ces derniers, expulsa l'ambassadeur américain Philip Goldberg et la DEA, l'accusant d'espionnage et d'opérations de déstabilisation contre son régime. La Bolivie était alors confrontée à une opposition sécessionniste de la part de certaines provinces, notamment de Santa Cruz. Les États-Unis ont répliqué en expulsant l'ambassadeur bolivien de Washington, Gustavo Guzmán. 
À la suite de cela, l'administration Bush a demandé au Congrès de retirer à la Bolivie le bénéfice de l'Andean Trade Promotion and Drug Eradication Act, décision qui affecterait plus particulièrement le secteur textile bolivien. En 2010, les États-Unis l'ont classé comme l'un des « mauvais élèves » de sa « guerre contre les drogues ». Ils continuent cependant à subventionner certains efforts contre le trafic de stupéfiants.
49 000 acres (près de 20 000 hectares) de plantations de coca, dans les Yungas et le Chapare, sont légalement cultivées à des fins de consommation traditionnelles en Bolivie. En 2009, la Bolivie a détruit 16 000 acres (environ 6 500 ha) de plantations illégales, sur un total de plantations illégales, estimé par les États-Unis à 37 000 acres (près de 15 000 ha) . La Bolivie, qui tente de préserver les cultures traditionnelle en s'attaquant au trafic de cocaïne, dépense plus de 20 millions de dollars de ses fonds dans la lutte contre le trafic de stupéfiants. 
Les estimations des États-Unis concordent rarement avec celles de l'ONU.
Par ailleurs, ni le Pérou ni l'Équateur, qui produisent plus de coca que la Bolivie, n'ont été inclus sur cette liste.